# Stelling van Mittag-Leffler
In de complexe functietheorie, een deelgebied van de wiskunde, gaat de stelling van Mittag-Leffler over het bestaan van meromorfe functies met voorgeschreven polen. Het is de zusterstelling van de factorisatiestelling van Weierstrass, die over het bestaan van holomorfe functies met voorgeschreven nulpunten gaat. De stelling is naar Gösta Mittag-Leffler genoemd.